# Torbda violaceipennis
Torbda violaceipennis is een insect dat behoort tot de orde vliesvleugeligen (Hymenoptera) en de familie van de gewone sluipwespen (Ichneumonidae). De wetenschappelijke naam van de soort werd voor het eerst geldig gepubliceerd door Peter Cameron in 1902. Deze vrij grote soort (lengte 25 mm) komt voor in de Khasiheuvels in India.